# Кантон Ефрин
Кантон Ефрин је један од три кантона Рожаве (Западног Курдистана). Проглашен је 29. јануара 2014. Административни центар кантона је град Ефрин (Африн), а премијерка кантона је Хеви Ибрахим. Становништво Кантона Ефрин чине претежно Курди. 
Кантон се налази на северозападу Сирије, уз границу са Турском. Стратешки положај кантона није нарочито повољан, с обзиром на његову удаљеност од Кантона Џезира (главног курдског подручја у Сирији), као и удаљеност од Ирачког Курдистана. Међутим, за разлику од Кантона Кобани, чија му локација између Турске и такозване Исламске Државе даје изузетно неповољан стратешки положај, Кантон Ефрин се на југу и истоку граничи са територијама под контролом умерене сиријске опозиције, која није непријатељски расположена према Курдима, услед чега овај кантон ужива релативну војно-политичку стабилност.